# فخر الدين المستوفي
فخر الدين المستوفي (تُوفي عام 1290) كان رجل دولة فارسيًا من عائلة المستوفي في قزوين، والذي عاش في أوائل العصر الإلخاني. كان ابن عم المؤرخ والجغرافي البارز حمد الله المستوفي الأكبر.
وفقًا لحمد الله المُستوفي، تمتع فخر الدين بمسيرة مهنية مزدهرة في ظل الدولة الإلخانية - أولاً بصفته صاحب الديوان (وزير المالية، الوزير) لجايخاتو أثناء حكمه للأناضول، ثم لاحقًا بيروقراطيًا في عهد الإلخان أرغون خان (حكم. 1284–1291 م). لعب دورًا في سقوط صاحب الديوان شمس الدين الجويني الذي عَمِل لدى الإلخانيين، وكان جزءًا من دائرة المستشارين حول أرغون، الذين حثوه على محاكمة شمس الدين، بتهمة تسميم والد أرغون أباقا خان (حكم. 1265–1282 م). في 16 تشرين الأول 1284، أُعدم شمس الدين، وحصل فخر الدين على منصبه السابق صاحب الديوان.
وبعد عامين، في عام 1286، اُستُبدل بجلال الدين السمناني وأُرسل لحكم الأناضول. وفي العام نفسه حرض فخر الدين على إعدام ابن شمس الدين شرف الدين هارون الجويني عن طريق الافتراء البغيض. عزّز فخر الدين سياسة شمس الدين في زيادة النفوذ الشرقي في الأناضول، بتعيينه "عددًا لا يُحصى من التبريزيين، والهمدانيين، والعراقيين، والخوشكانيين، والخراسانيين، والجورجيين، والألانيين، والمرنديين، والنخجوانيين، والتفليسيين، والأرانيين". وقد أدى ذلك إلى توثيق الصلة بين الأناضول والعالم الفكري والأدبي الإيراني.
سقط فخر الدين المستوفي في نهاية المطاف من الحظوة، فأُعدم في عام 1290 م. وكان المُحرض وراء ذلك هو صاحب الديوان الجديد سعد الدولة، الذي حقق ذلك من خلال نشر التشهير. وهذا ما أكسبه عداوة عائلة المُستوفي.